# Grafschaft Ostfriesland
Die Grafschaft Ostfriesland war ein Territorium des Heiligen Römischen Reichs. Es bestand vom 23. Dezember 1464 bis 1806. Die Grafen kamen bis zum 25. Mai 1744 aus dem Haus Cirksena. Nach dem Tod des letzten einheimischen Herrschers, Carl Edzard, fiel Ostfriesland gemäß den Bestimmungen der Emder Konvention an König Friedrich II. von Preußen.

## Geschichte
Ostfriesland war noch zu Beginn des 15. Jahrhunderts keine „vorgegebene territoriale Einheit“. Die Region bestand vielmehr aus ursprünglichen und vielfältigen Eigenständigkeiten in Siedlungszusammenhängen und Landesgemeinden, zu denen sich im Verlauf des 14. Jahrhunderts die Häuptlingsherrschaften gesellten. Die Häuptlinge gerieten in der Folgezeit untereinander in Wettstreit um Einfluss im Lande. Zögerlich entwickelten sie die Idee, ein zusammenhängendes Herrschaftsgebilde in Ostfriesland zu etablieren. Die Familie tom Brok und nach ihnen Focko Ukena scheiterten damit jedoch.
Eine geschlossene Territorialherrschaft bildete sich in Ostfriesland am 1. Oktober 1464, als Kaiser Friedrich III. Ulrich Cirksena im Kloster Faldern in den Reichsgrafenstand erhob und mit Ostfriesland als Reichsgrafschaft belehnte. Im Lehnsbrief heißt es wörtlich, die Reichsgrafschaft umfasse

„wonung, wesen und sloss Norden, Emeden, Emesgonien, mit den slossen Gretzil, Berum, Aurike, Lerort und Stickhusen, die da geen uns stossen von der Westeremse osterwards biss an die Weser, von der see zutwert biss an die teutschen palen.“

Dies bedeutet sinngemäß: „Wohnung, Anwesen und Schloss in Norden, Emden, Emsgau, mit den Schlössern Greetsiel, Berum, Aurich, Leerort und Stickhausen, die da reichen von der Westerems ostwärts bis an die Weser, von der See bis an die deutsche Grenze“.
Tatsächlich konnten die Cirksena den verbrieften Herrschaftsanspruch nie gänzlich durchsetzen. So gehörte beispielsweise das Harlingerland erst seit 1600 zu Ostfriesland und das Butjadinger- sowie das Jeverland gingen 1529 und endgültig 1575 an Oldenburg verloren.
Auch im Land selbst konnten die Cirksena ihre Herrschaft nie absolut durchsetzen, da die Belehnungsurkunde den unterlegenen Häuptlingen bei Anerkennung der Vormachtstellung der Cirksena ihre Rechte garantierte. Sie regierten weiterhin in ihren Territorien, die nun zu Ämtern der Grafschaft wurden. Ähnlich war die Rolle der Stände geregelt. Sie bekamen bei allen Entscheidungen ein weites Mitspracherecht. Dies führte in der Folge zu ständigen Konflikten des Grafenhauses mit den Ständen. Höhepunkt dieser Konflikte war die Emder Revolution, in deren Verlauf die Bewohner der Stadt das Grafenhaus aus seiner einstigen Residenz, der Burg Emden, vertrieben. Unter der Vermittlung der niederländischen Generalstaaten unterzeichneten Vertreter der Stände sowie Graf Enno III. am 21. Mai 1611 den Osterhusischen Akkord. Er schrieb die Hoheit der Stände in Gesetzgebung, Steuererhebung und Rechtsprechung fest. Seine Bestimmungen regelten das Verhältnis zwischen Graf und Ständen (sowie insbesondere der Stadt Emden).
Die Cirksena versuchten, darauf mit der Erlangung der Reichsfürstenwürde zu reagieren. Dies gelang Enno Ludwig 1654 mit Hilfe des ostfriesischen Gelehrten Hermann Conring zum Preis von 15.000 Gulden, allerdings nur für seine Person und ohne Sitz auf der Fürstenbank im Reichstag. Den erblichen Fürstentitel errang erst sein Bruder Georg Christian im Jahre 1662. Allerdings blieb Ostfriesland nach Ansicht des Historikers Walter Deeters bis zum Ende des Heiligen Römischen Reiches reichsrechtlich eine Grafschaft.
Die Stände wandten sich daraufhin an Kaiser Leopold I. Dieser erkannte die weitgehenden Rechte der Stände in Ostfriesland an und verlieh ihnen in einem im Heiligen Römischen Reich einmaligen Vorgang am 14. Januarjul. / 24. Januar 1678greg. (der Gregorianische Kalender wurde in den protestantischen Ländern erst 1700 eingeführt) ein eigenes Wappen. Die Konflikte zwischen den Cirksena und den Ständen verstärkten sich dadurch weiter. Immer wieder kam es zu schweren Auseinandersetzungen, die 1726/27 im sogenannten Appell-Krieg mündeten, aus dem der Cirksena-Fürst Georg Albrecht als Sieger hervorging. Selbst die an der Spitze der „renitenten“ Stände stehende Stadt Emden unterwarf sich.
Zu dieser Zeit wurden die Weichen für die Machtübernahme Preußens in Ostfriesland gestellt. Eine bedeutende Rolle nahm hierbei die Stadt Emden ein, die nach dem Appell-Krieg politisch isoliert und wirtschaftlich sehr geschwächt war. Ziel der Emder Stadtspitze war es, die Stellung als ständische Hauptstadt und Handelsmetropole zurückzugewinnen. Sie setzte dabei auf die Hilfe der Preußen und handelte mit ihnen die Emder Konvention aus, in der die Annexion Ostfrieslands durch Preußen nach dem Aussterben der einheimischen Dynastie der Cirksena geregelt war. Preußen stützte sich bei diesem Vorgehen zudem auf die von Kaiser Leopold I. 1694 ausgestellte Expektanz, die das Recht auf Belehnung des Fürstentums Ostfriesland für den Fall fehlender männlicher Erben sicherstellte. Nach dem Tod des letzten ostfriesischen Fürsten aus dem Hause Cirksena, Carl Edzard, am 25. Mai 1744 machte König Friedrich II. von Preußen sein Nachfolgerecht geltend. Er ließ Ostfriesland, von Emden ausgehend, ohne Widerstand besetzen, worauf das Land am 23. Juni der Krone huldigte. Friedrich wurde damit Fürst von Ostfriesland. Die Landeshauptstadt Aurich blieb Sitz der Landesbehörden, erhielt eine Kriegs- und Domänenkammer und wurde Regierungshauptstadt der preußischen Provinz Ostfriesland. Ab nun mit Preußen verbunden, blieb das Land ein Ständestaat. Die Institution der Ostfriesischen Landschaft bestand weiter. Da sie die Anwartschaft der Preußen auf Ostfriesland für den Fall des Aussterbens des Hauses Cirksena unterstützt hatte, behielt sie ihre Rechte in der Gesetzgebung, Steuererhebung und Rechtsprechung.